# Amorphis
Amorphis ist eine im Jahr 1990 gegründete finnische Metal-Band aus Helsinki.
Der Stil der Band unterlag seit der Gründung einem steten Wechsel. Zu Beginn spielte die Band Death Metal, den sie jedoch bald mit Progressive-Metal-Elementen und Einflüssen aus der traditionellen finnischen Musik weiterentwickelte. Mit dem Verzicht auf Growlgesang wandte sich die Band vorübergehend vollständig vom Death Metal ab. Erst auf dem Album Eclipse verband Amorphis wieder teilweise Growlgesang mit den progressiven Elementen der Vorgänger. Neben der Musik sind auch die Texte von der finnischen Kultur inspiriert, einige davon entstammen der finnischen Gedichtsammlung Kanteletar oder dem Nationalepos Kalevala.
Amorphis gilt als eine der erfolgreichsten finnischen Metal-Bands. In ihrem Heimatland erreicht sie seit zehn Jahren mit nahezu jeder Veröffentlichung eine Platzierung in den Top 10 der Charts.

## Geschichte

### Bandgründung (1990–1996)

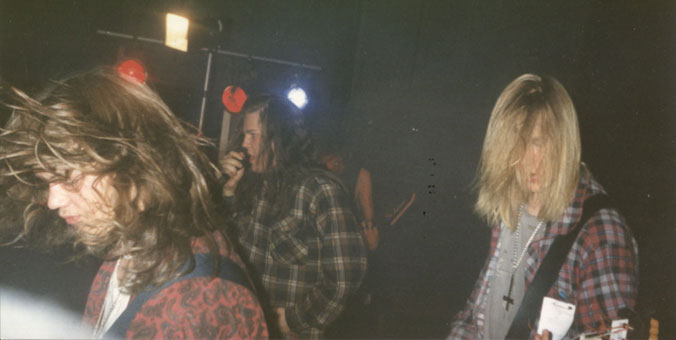
Amorphis um 1992 mit Jukka Kolehmainen von Abhorrence

Amorphis wurde im Herbst 1990 von Jan „Snoopy“ Rechberger, Esa Holopainen, Tomi Koivusaari und Olli-Pekka Laine gegründet. Die drei Erstgenannten hatten Ende der 1980er zusammen in der Speed-Metal-Band Violent Solution gespielt, die sich jedoch im Laufe des Jahres 1990 aufgelöst hatte. Koivusaari war seit 1989 außerdem Mitglied in der Death-Metal-Band Abhorrence gewesen. Nach der Auflösung von Violent Solution wollten Rechberger und Holopainen auch eine Death-Metal-Band gründen. Da Abhorrence sich Ende 1990 bereits weitgehend aufgelöst hatte, fragten sie Koivusaari, ob er sich ihnen als Gitarrist anschließen wolle, Bass sollte Olli-Pekka Laine spielen. Jukka Kolehmainen, der Sänger von Abhorrence, sollte Sänger der neuen Band werden, lehnte aber ab. Schlussendlich übernahm Tomi deshalb auch den Gesang in der neu gegründeten Band Amorphis, während sich Abhorrence auflöste.
Im Januar 1991 nahm Amorphis das Demo Disment of Soul im TTT Studio von Timo Tolkki auf. Die Arbeit an den drei Stücken dauerte zwei Tage, die Band war jedoch recht unzufrieden mit dem Sound der Aufnahmen. Im Sommer 1991 war Disment of Soul jedoch schon ausverkauft. Kurz nach den Aufnahmen wurde Tomi Koivusaari für Abhorrence ein Plattenvertrag vom US-amerikanischen Plattenlabel Relapse Records angeboten. Als Ersatz für die aufgelöste Band schickte Koivusaari ein Demo von Amorphis zurück, das das Label davon überzeugte, einen Vertrag über fünf Alben mit der Band abzuschließen. Im Mai 1991 spielte Amorphis weitere sechs Stücke für eine Split-CD mit der US-amerikanischen Death-Metal-Band Incantation ein, die jedoch nie erschien, da beide Bands lieber gleich komplette Alben veröffentlichen wollten. Eines der sechs Stücke war Vulgar Necrolatry, ein Lied von Abhorrence. Hier trat Jukka Kolehmainen, der ehemalige Sänger von Abhorrence, als Gastsänger auf. Zwei Stücke der Session wurden im Juli 1992 auf der 7"-Single Amorphis veröffentlicht. Die gesamten Aufnahmen erschienen im Jahr 1993 auf der CD Privilege of Evil.
Nach einigen Konzerten wurde im Mai 1992 das Debütalbum The Karelian Isthmus im Sunlight Studio in Stockholm produziert. Den Vertrieb in Europa für dieses, wie auch für die vier nachfolgenden Alben, übernahm Nuclear Blast. Im Juli 1994 erschien das zweite Album Tales from the Thousand Lakes. Der Gastmusiker Ville Tuomi (Kyyria) übernahm den erstmals eingesetzten, klaren Gesang. Mit Kasper Mårtenson hatte Amorphis den ersten Keyboarder der Bandgeschichte, für das Debütalbum hatte Jan Rechberger noch die wenigen Keyboardspuren eingespielt. Die Single Black Winter Day sollte eigentlich vor dem Album erscheinen, die Veröffentlichung verzögerte sich jedoch, sodass sie schließlich erst einige Zeit nach dem Album erschien. Dafür nahm die Band zu dem Song ihr erstes Video auf. 1995 verließen Jan Rechberger und Kasper Mårtenson die Band. Ersetzt wurden sie durch Kim Rantala und Pekka Kasari. Der Sänger Ville Tuomi spielte nach den Aufnahmen zu Tales from the Thousand Lakes noch einige Konzerte mit Amorphis in Europa, bevor auch er die Band verließ. Als Ersatz für ihn sollte ein namentlich nicht genannter Sänger dienen, der die Band jedoch nach einem Konzert wieder verließ und nach Angaben von Tomi Koivusaari im Power-Metal-Stil der deutschen Band Helloween gesungen hatte. Ende 1994 spielte Amorphis als Vorband von Entombed zum ersten Mal in den Vereinigten Staaten. Kurz darauf führte eine Tournee mit Tiamat durch Europa.

### Kommerzieller Erfolg (1996–2004)

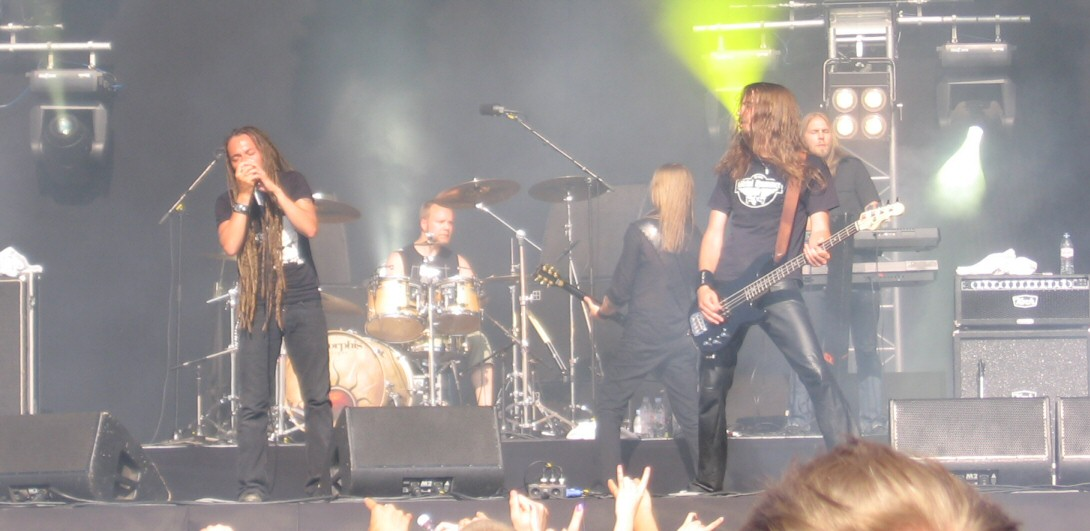
T. Joutsen, J. Rechberger, E. Holopainen, N. Etelävuori, S. Kallio (v. l. n. r.)
Tuska Festival 2006

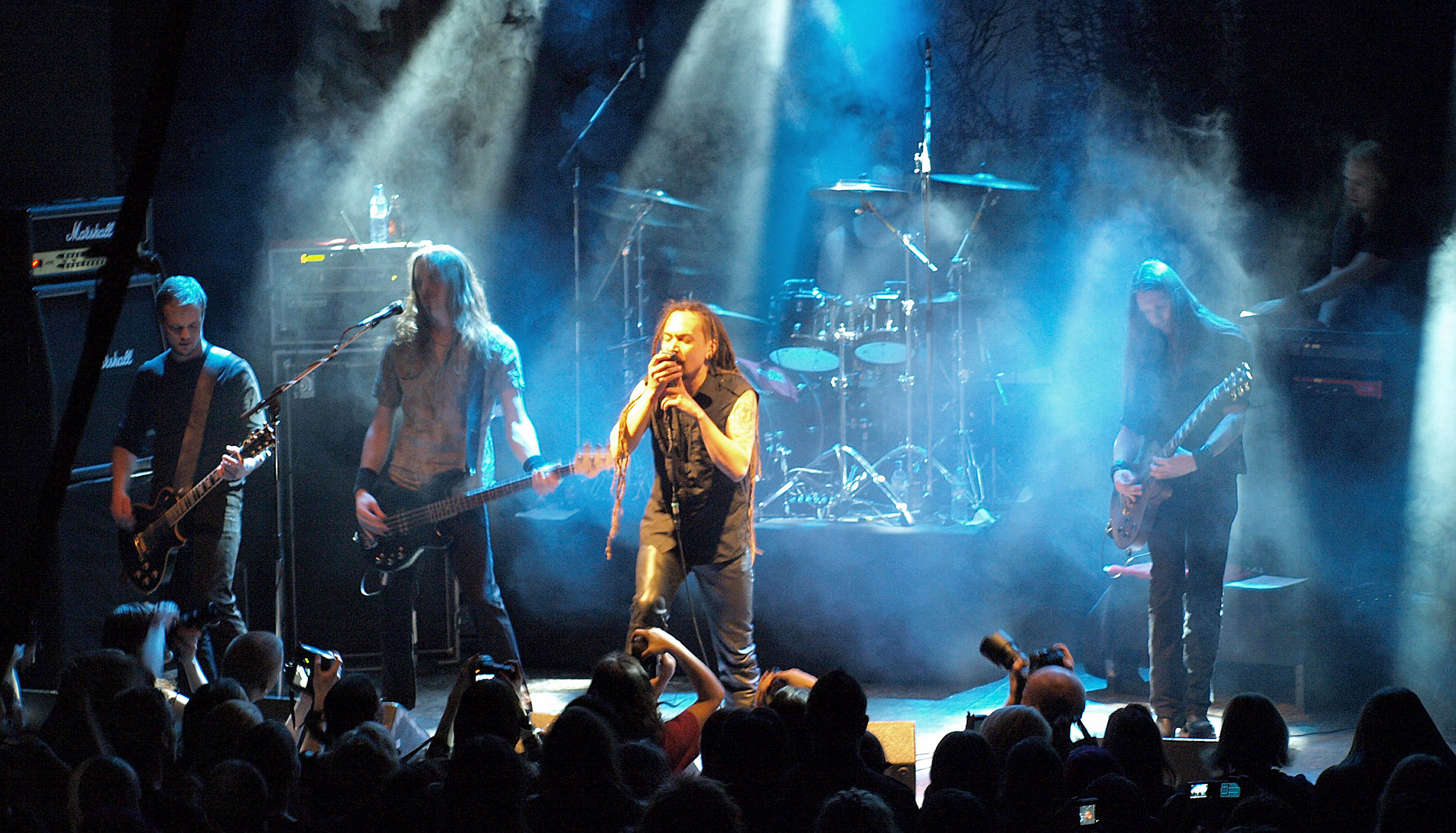
T. Koivusaari, N. Etelävuori, T. Joutsen, J. Rechberger, E. Holopainen, S. Kallio (v. l. n. r.)
5. März 2008 im Tavastia in Helsinki.

Die Aufnahmen zum dritten Album Elegy verzögerten sich, da sich Esa Holopainen bei einem Sturz den Arm verletzte und zudem noch jenes Studio umzog, in dem die Stücke eingespielt werden sollten. Mit Pasi Koskinen wurde während der Aufnahmen auch ein fester zweiter Sänger gefunden, der den melodischen Gesang übernehmen sollte, während Tomi Koivusaari weiterhin die Growls sang. Im Juni 1996 erschien Elegy, mit dem Amorphis erstmals der Einstieg in die Top 10 der finnischen Charts gelang. Wie schon nach Tales from the Thousand Lakes spielte die Band die nächsten knapp anderthalb Jahre viele Konzerte, unter anderem eine Europatournee mit Therion und Hardware im Herbst 1996 und mit EverEve im Frühjahr 1997. Außerdem erschien die EP My Kantele. Im August 1997 trat Amorphis zum ersten Mal auf dem Wacken Open Air auf. Nach der Tournee legte Amorphis eine Schaffenspause ein, um über die weitere musikalische Entwicklung nachzudenken. Außerdem verließ Kim Rantala die Band wieder.
1999 wurde Tuonela veröffentlicht, auf dem die Gastmusiker Santeri Kallio Keyboard und Sakari Kukko Saxophon und Flöte spielten und so die Instrumentierung der Band erweiterten. Nachdem Tomi Koivusaari bereits auf Elegy weniger Anteil am Gesang hatte, verabschiedete er sich auf Tuonela endgültig davon. Bei Konzerten übernahm Pasi Koskinen neben seinen eigenen Gesangsspuren auch das Growling von Koivusaari. Sowohl das Album, als auch die zugehörige Single Divinity erreichten die Top-10 in Finnland. Zum zehnjährigen Jubiläum erschien im Jahr 2000 die Best-Of-Compilation Story. Zur gleichen Zeit verließ Olli-Pekka Laine die Band und wurde von Niclas Etelävuori ersetzt. Mit Santeri Kallio, der bereits auf dem letzten Album mitgewirkt hatte, kam ein neuer Keyboarder hinzu. Kurz darauf spielte Amorphis zum ersten Mal seit 1994 wieder in den Vereinigten Staaten, diesmal gemeinsam mit Moonspell und The Kovenant.
Mit dem Album Am Universum, zu dem Ende 2000 die Aufnahmen beendet wurden und das von Simon Efemey produziert wurde, konnte Amorphis im Jahr 2001 in den finnischen Charts bis auf Platz 4 aufsteigen. Die Single Alone erreichte Platz 1. 2001 tourte Amorphis mit Opeth als Vorband ein weiteres Mal durch die Vereinigten Staaten. Pekka Kasari verließ die Band nach der Tournee aus familiären Gründen und wurde vom Schlagzeuger Jan Rechberger ersetzt, der damit in die Band zurückkehrte. Ende 2002 veröffentlichte Amorphis Kuusamo, ihr einziges Stück auf Finnisch. Die Coverversion eines Popsongs von Ilkka Lipsanen aus dem Jahr 1976 erschien auf dem Soundtrack des finnischen Roadmovies Menolippu Mombasaan von Hannu Tuomainen. Neben Amorphis waren weitere bekannte finnische Bands wie Nightwish, HIM und Apocalyptica auf dem Soundtrack vertreten. Der Film war 2003 unter anderem für den Jussi Award „Beste Musik“ nominiert. Mit dem Jahr 2002 endete auch die Zusammenarbeit mit Relapse Records, das mit Chapters eine weitere Best-Of-Compilation veröffentlichte.
Das nächste Album hieß Far from the Sun und wurde von Amorphis selbst aufgenommen und produziert. Die Veröffentlichung im März 2003 übernahm das Major-Label Virgin Records. Im Oktober 2003 gab Amorphis einige Konzerte mit Paradise Lost in Finnland, bei denen Atte Sarkima von Ajattara den verhinderten Jan Rechberger vertrat. Im Frühjahr 2004 spielte Amorphis einige Demos für neue Stücke in den CPCC Studios ein. Erst im September 2004, also über ein Jahr nach dem Release in Europa, wurde Far from the Sun auch in den Vereinigten Staaten veröffentlicht. Für den Oktober 2004 war eine USA-Tour mit Type O Negative geplant, die jedoch wegen einer Erkrankung von Peter Steele abgesagt wurde.

### Gegenwart (ab 2005)

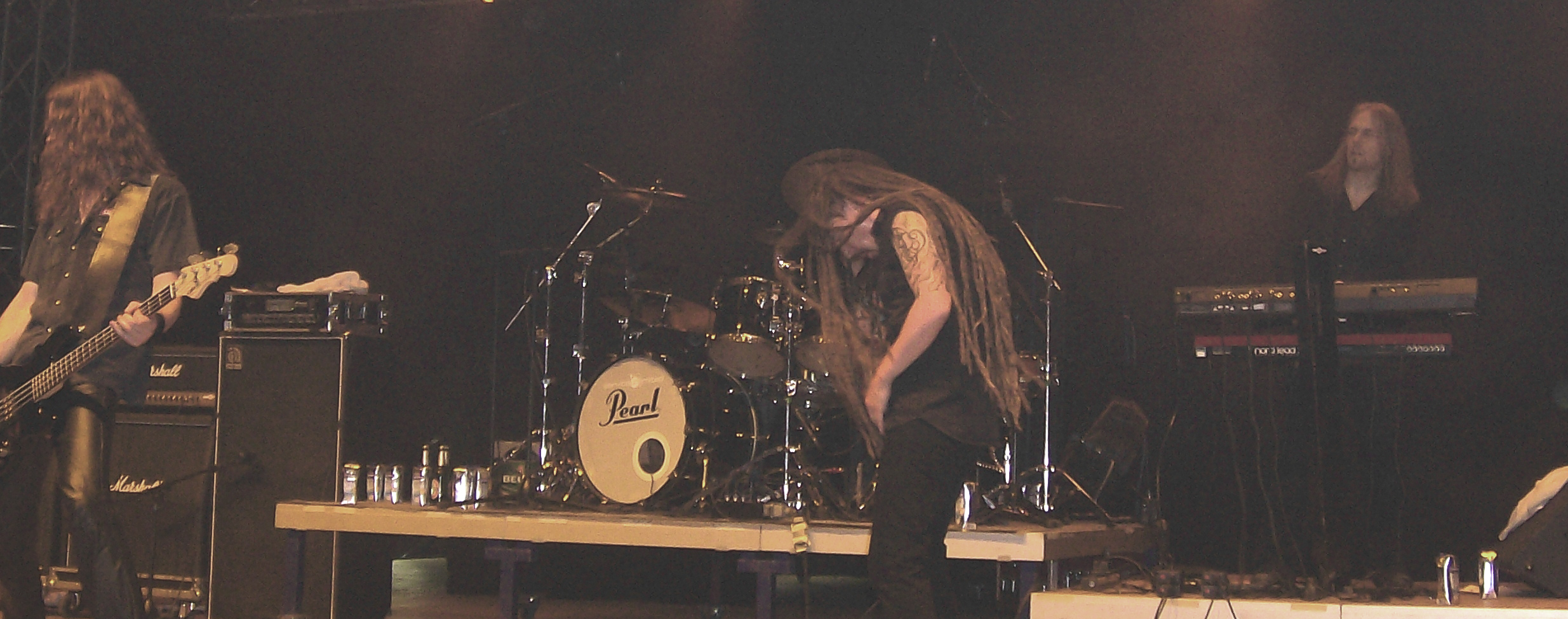
N. Etelävuori, T. Joutsen, S. Kallio (v. l. n. r.)
Wave-Gotik-Treffen 2007

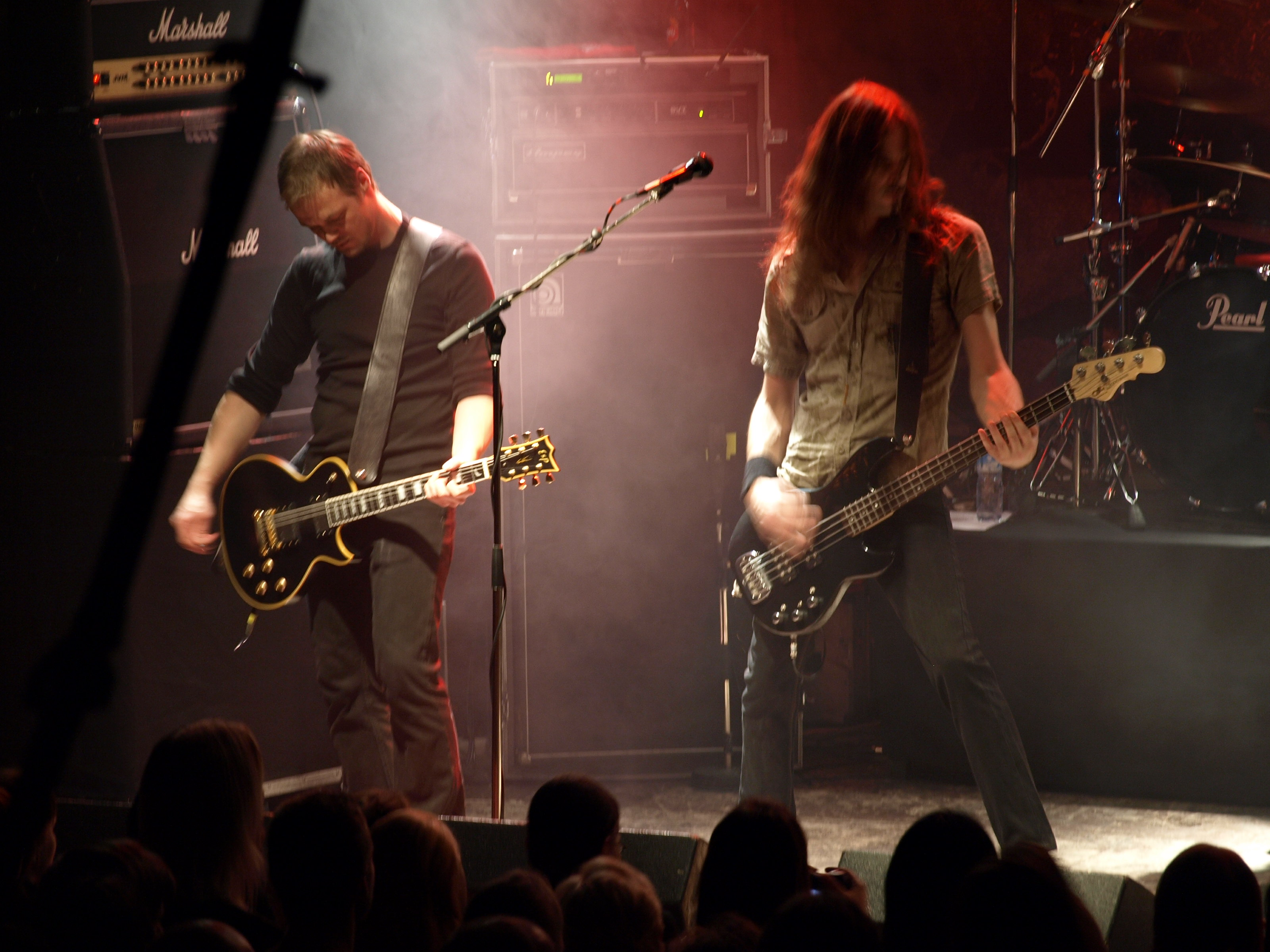
T. Koivusaari, N. Etelävuori (v. l. n. r.)
5. März 2008 im Tavastia in Helsinki.

Bereits vor der Absage der USA-Tournee kündigte Pasi Koskinen seinen Austritt aus der Band an, nachdem er für neun Jahre als Sänger an Amorphis beteiligt war. Am 21. August 2004 spielte er sein letztes Konzert mit Amorphis auf dem Kontu Rock Festival. In einem Interview sagt Niclas Etelavuori: „Pasi fühlte sich nich mehr motiviert und glücklich, bei ‚Amorphis‘ zu singen, es gab keine Konflikte oder Streit und wir sind immer noch gute Freunde.“ (Niclas Etelavuori in einem Interview mit The-Pit.de) Für die USA-Tour sollte übergangsweise Juha-Pekka Leppäluoto von Charon den Gesang übernehmen. Nachdem die Tour aber abgesagt wurde, machten sich die Mitglieder von Amorphis auf die Suche nach einem dauerhaften Sänger. Die Band hörte sich rund 150 Demos von Sängern an, die jedoch alle nicht überzeugen konnten.

„Wir wollten einen Fronter, der die neuen wie auch die alten Tracks einsingen konnte, und das schien unmöglich. Wir begannen, die Lieder für das frische Album zu schreiben, waren sogar bereit, schlichtweg eine Instrumentalscheibe aufzunehmen.“

Über Markku Mäkinen, den Gitarristen der Rockband Sinisthra, gelangte Tomi Koivusaari zu dem aus Lohja stammenden Sinisthra-Sänger Tomi Joutsen, der auch in Death-Metal-Bands gesungen hatte und ein Fan von Amorphis war. Markku Mäkinen empfahl Tomi Joutsen als neuen Sänger. Über die erste Probe mit Tomi Joutsen sagte Esa Holopainen später: „Wir kamen schnell gut miteinander zurecht, und als er anfing, unsere Stücke zu singen, wussten wir, dass er der Richtige für den Job ist.“ (Esa Holopainen in einem Interview mit dem Musikmagazin Orkus) Bereits im März spielte Amorphis mit ihm eine siebenwöchige Tournee durch die Vereinigten Staaten mit den Vorbands Into Eternity, Beyond the Embrace und Bullet Theory. Im Juli 2005 wurde das Album Eclipse aufgenommen, das am 24. Februar 2006 veröffentlicht wurde. Da Amorphis nicht zufrieden mit Virgin Records war, wechselte die Band zurück zu Nuclear Blast, das bereits früher den Vertrieb in Europa übernommen hatte. Eclipse erreichte in Finnland Platz 1 der Charts, ebenso wie die erste Single House of Sleep. Im Anschluss an die Veröffentlichung von Eclipse spielte die Band einige Konzerte, unter anderem im August 2006 auf dem Summer Breeze.
Der Nachfolger Silent Waters wurde im Januar 2007 in den Sonic Pump Studios aufgenommen, die Produktion übernahm Mikko Karmila in den Finnvox Studios. Am 27. Juni 2007 erschien die gleichnamige Single und stieg auf Platz 2 in den finnischen Charts ein. Im Mai spielte Amorphis auf dem Wave-Gotik-Treffen, im August auf dem Wacken Open Air. Auf die Album-Veröffentlichung Ende des Monats folgte eine Tournee durch Finnland im September, ein Auftritt auf dem Loud-Park-Festival in Japan und eine Tournee mit Swallow the Sun und Insomnium durch den Rest Europas im November. Im Februar 2008 erhielt die Band die ersten goldenen Schallplatten für 15.000 verkaufte Einheiten in Finnland für die Alben Silent Waters und Eclipse. Im Jahr 2009 erschien der Nachfolger Skyforger sowie im Jahr 2011 das Album The Beginning of Times.
Am 22. August 2012 bestätigten Amorphis über ihre Facebookseite, dass die Aufnahmen für das elfte Studioalbum im September in den Petrax Studios in Helsinki beginnen würden. Die Texte würden erneut von Pekka Kainulainen stammen, der bereits an den drei letzten Alben der Band mitwirkte. Das neue Album mit dem Titel Circle wurde von Peter Tägtgren (Abyss Studio, Hypocrisy, Pain et al.) produziert und am 19. April 2013 weltweit von Nuclear Blast veröffentlicht.
Das zwölfte Studio-Album der Band Under the Red Cloud wurde am 4. September 2015 via Nuclear Blast veröffentlicht und erhielt ein einhellig positives Echo der Fachpresse. So war es das sechste Album in Folge, das „Album des Monats“ beim Deutschen Metal Hammer wurde. Das Rock Hard Magazin hebt heraus, dass die Band einerseits vermehrt ihre Death-Metal-Wurzel durchscheinen lässt, andererseits aber zahlreiche Einflüsse aus Progressive-, Death-, Black-, Symphonic- und Folk Metal zu schlüssigen Songs verarbeitet. Auch das Online-Magazin laut.de lobt die Band dafür, wie sie ihre unterschiedlichen Facetten miteinander verwebt.
Am 18. Mai 2018 wurde das 13. Studio-Album Queen of Time veröffentlicht. Bassist Niclas Etelävuori wurde nach Auseinandersetzungen mit dem Band-Management durch das Gründungsmitglied Olli-Pekka 'Oppu' Laine ersetzt. Damit waren seit der Tales from the Thousand Lakes wieder alle Gründungsmitglieder Teil der Band. Die Platte erhielt durchweg positive Kritiken. Unter anderem wird sie auf der Genre-Seite metal.de als hervorragende Symbiose aus melodischem Death Metal und Folklore beschrieben.
Das Studio-Album Halo schaffte es fast 30 Jahre nach der ersten Veröffentlichung der Band in Deutschland auf Platz 3 der Albumcharts. Die Produktion war durch diverse Komplikationen im Rahmen der Corona-Pandemie geprägt. Die Musik wurde bei der Fachpress als weniger episch bombastisch ausgefallen, dafür etwas aggressiver als die Vorgänger kategorisiert.

## Stil
Der von Amorphis gespielte Stil wandelte sich mit den Jahren. Die Anfänge der Band kombinierten den aufkeimenden fennoskandinavisch geprägten Melodic Death Metal mit dem vornehmlich britischen Death Doom und Einflüssen aus Psychedelic Rock und Progressive Metal. Insbesondere Tales from the Thousand Lakes gilt als wichtiger Entwicklungsschritt in der Ausgestaltung des Melodic Death Doom. Einige spätere Veröffentlichungen verzichteten auf markante Elemente des Death Doom im Riffing und gutturalem Gesang. Die Entwicklung führte Amorphis bis in die Rockmusik von Am Universum und Far from the Sun.

### Musik
Viele, vor allem frühe Bandtitel sind durch die im Genre üblichen Gitarrenriffs, Powerchords und Schlagzeugrhythmen, sowie andere gängige stilistische Floskeln geprägt. Häufig wechseln sich - wie in den Songs Black Embrace, Grails Mysteries (Hörbeispiel aus Grails Mysteriesⓘ) oder Warrior's Trail schleppende, oft durch Halbtonschritte an Black Sabbath erinnernde Riffs mit extrem schnellen, durch Doublebass begleitete 16-tel-Läufe in Einzeltönen ab.

Langsamere balladenmäßigere Titel wie Grieve Stricken Heart oder Veil of Sin (Hörbeispiel aus Veil of Sinⓘ) - von dem auf Am Universum eine akustische Version mit Saxophon existiert - verweisen auf die mollgeprägten Midtempo-Songs der späteren Alben von Metallica. 

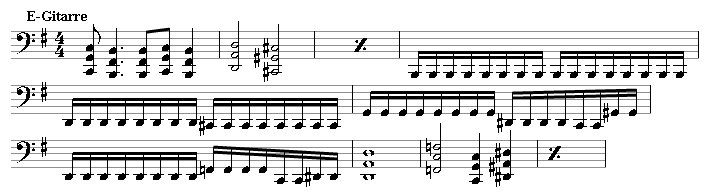
Riff und Lauf aus Black Embrace

Andere Titel werden dagegen eher durch einprägsame, meist melodiöse Gitarrenfiguren strukturiert. Beispiele dafür sind Under A Soil And Black Stone, oder Tuonela.
Letzteres erinnert (wenn man von den Metalelementen wie Powerchords und Schlagzeug absieht) in seinem instrumentalen Part (Hörbeispiel aus Tuonelaⓘ) sogar entfernt an spanische Folklore.
Vollkommen metalfremde Parts sind dann beispielsweise der Anfang des in der Gitarren- und Schlagzeugbearbeitung an U2 erinnernden Titels Alone, oder die differenzierte - im Metalbereich sonst meist relativ unübliche (an Rush erinnernde) - Schlagzeugarbeit im Titel Same Flesh.

Bereits kurz nach der Gründung begannen die Bandmitglieder, sich mit traditioneller finnischer Musik zu beschäftigen. Dieser Einfluss wird beispielsweise im Instrumental-Intro Karelia von The Karelian Isthmus deutlich und ist bis heute ein prägendes Element. Auch orientalische Musik ist eine wichtige Inspiration für die Band. In einem Interview aus dem Jahr 1999 sagt die Band dazu: „Wir haben uns schon immer auch für orientalische Musik interessiert und auch auf dem neuen Album [Tuonela] findet sich viel von diesem ‚Kebap-Zeugs‘.“ (Olli-Pekka Laine und Esa Holopainen in einem Interview auf Vampster)

Ausschnitt aus dem Stück Karelia vom Debütalbum The Karelian Isthmus

 So besteht zum Beispiel die Einleitung des Titels Withered vom Album Tunoela aus einer rhythmisch relativ freien E-Gitarren-Improvisation (Hörbeispiel der Einleitung von Witheredⓘ) über die orientalisch wirkende phrygisch-dominante Tonleiter (hier C - Des - E - F - G - As - Bb - C).
Für die Instrumentierung der Band sind zusätzlich zur üblichen Rockbesetzung aus E-Gitarre, Bass und Schlagzeug der mehrstimmige Gitarren- und Keyboardsatz und der häufige Einsatz von Klavier und Hammond-Orgel typisch. Die Originalität ihrer Melodien wird häufig hervorgehoben. Die Gitarrenspuren werden oft mit Tremolo- und Flanger-Effekten verfremdet oder mit Echo unterlegt. Obwohl die Band mit Folkeinflüssen arbeitet, fanden auf den Alben kaum entsprechende Instrumente Verwendung. Lediglich auf dem Lied Rusty Moon vom Album Tuonela tritt eine Querflöte auf, was der Band Verweise auf Jethro Tull einbrachte. Der Titel Brother Moon integriert - wie schon von Thin Lizzy oder Gary Moore praktiziert - Elemente irischer Folkmusik in die Metalmusik. Deutlich hörbar wird das anhand dieser von der E-Gitarre vorgetragenen typischen Figur (Hörbeispiel aus Brother Moonⓘ) aus dem Folk. Weiterhin verwendete die Band an zusätzlichen Instrumenten eine Sitar (auf dem Album Elegy) sowie ein Saxophon (auf den Alben Tuonela und Am Universum).
Amorphis kombiniert häufig gutturalen und klaren männlichen Gesang und war 1994 auf Tales from the Thousand Lakes eine der ersten Death-Metal-Bands, die sich an dieser Mischung versuchten. Auf dem Album Elegy aus dem Jahr 1996 nahm der klare Gesang bereits eine dominante Stellung gegenüber dem gutturalen ein, auf dem nächsten Album Tuonela tritt gutturaler Gesang nur noch bei einem Stück auf. Nach zwei Alben ohne Growlgesang mischt der neue Sänger Tomi Joutsen wieder klaren und gutturalen Gesang.

Wichtige Themen im Stück Black Winter Day vom Album Tales from the Thousand Lakes von 1994

 Ein weiteres Kennzeichen von Amorphis seit dem Album Tales from the Thousand Lakes ist die Verwendung von Themen, die meist am Anfang eines Liedes vorgestellt und im Laufe des Liedes von verschiedenen Instrumenten wieder aufgegriffen, und teilweise variiert werden. Ein Beispiel ist das Lied Black Winter Day von o. g. Album, bei dem zunächst ein Minimoog mit Klavier-Begleitung eine achttaktige Melodie vorstellt, die aus Vor- und Nachsatz besteht. Beim Nachsatz nimmt die Gitarre das Thema auf und wiederholt es zweimal variiert. Im Anschluss folgt ein achttaktiges Nebenthema der Gitarre, das ebenfalls variiert und schließlich vom Keyboard aufgegriffen wird. Im weiteren Verlauf des Stückes wird das thematische Material weiter verwendet und variiert, unter anderem folgt ein Keyboardsolo. Eine solche Kompositionstechnik verwendeten Amorphis vor allem auf dem Album Elegy, auf den folgenden Werken bis einschließlich Am Universum ging die Benutzung derartiger Strukturen jedoch wieder zurück. Auf aktuelleren Werken der Band, wie Far from the Sun und Eclipse wurde wieder verstärkt auf diese Technik zurückgegriffen.
Der Musikstil von Amorphis war im Laufe der Bandgeschichte häufigen Änderungen unterworfen. In einem Interview von 1991 betonte Esa Holopainen, dass Amorphis ihren Stil nur wechseln würden, wenn sie es schaffen würden, etwas selbst zu entwickeln. Gleichzeitig greift er die damalige Death-Metal-Szene an und kritisiert, dass jeder einfach nur brutaler als die anderen spielen wolle. Der Wille zur stilistischen Veränderung wird auch an der Namenswahl deutlich, Esa Holopainen entlehnte ihn vom englischen Wort „amorphous“, was auf Deutsch „formlos“ heißt. Bereits auf dem Debütalbum The Karelian Isthmus ergänzte Amorphis den langsamen Death Metal mit akustischen Abschnitten und atmosphärischen Keyboard-Stimmen. Die Stücke werden häufig als langsam, melodisch und deutlich nicht vom amerikanischen brutalen und schnellen Death Metal beeinflusst beschrieben. Auf den nächsten Alben verwendet die Band verstärkt Synthesizer und Klavier, der Progressive Rock der 1970er Jahre wird ein immer größerer Einfluss. Auf dem Album Am Universum setzt Amorphis die Entwicklung der vorherigen Alben fort, diese musikalische Veränderung wird vom Webmagazin Vampster in einer Rezension mit den Worten „Am Universum ist keine Metal-Platte – sondern ein ganz wunderbares Rockalbum“ (Andrea Veyhle im Review zu Am Universum) zusammengefasst. Far from the Sun ist wiederum etwas gradliniger und Metal-lastiger. So verzichtet die Band hier auf den Einsatz von früher vereinzelt eingesetzten Instrumenten (Saxophon oder Sitar). Auch das Album Eclipse von 2005 ist deutlich härter als die vorherigen Alben. Laut Esa Holopainen liegt dieser Stilwechsel am neuen Sänger.

### Texte und Symbolik

Logo von Amorphis bis 1995

Logo von Amorphis ab 1995

Wie auch der Musikstil veränderten sich die Texte von Amorphis deutlich im Laufe der Zeit. Auf dem Demo Disment of Soul handelten die Texte noch hauptsächlich vom Tod, wie es im Death Metal recht häufig war, doch bereits das Debütalbum The Karelian Isthmus beschäftigte sich mit keltischer Geschichte. Die Texte auf dem zweiten Album Tales from the Thousand Lakes stammen aus dem finnischen Nationalepos Kalevala. In einem Interview mit dem Fanzine InfernoZine aus dem Jahr 1994 heißt es dazu:

„[Das Kalevala] ist ein guter Weg, etwas über Finnland zu sagen, weil du die Stimmung von hier kriegst. […] Es ist [sowas wie] unsere Religion.“

Bereits 1996 wandte sich die Band vorerst vom Kalevala ab. Da die Ausschnitte - ohne das Kalevala zu kennen – nicht verständlich genug waren, entnahm die Band die Texte für Elegy aus der finnischen Gedichtsammlung Kanteletar. Das Albumcover zeigt Symbole, die von der finnischen Volkskunst inspiriert sind. Noch vor Elegy verwarf die Band ihr altes, Death-Metal-typisch verschnörkeltes Logo und ersetzte es durch einen schlichteren Schriftzug, die Band wollte damit die musikalische Veränderung optisch unterstützen. Die Texte vom 1999er-Album Tuonela, benannt nach dem Totenreich der finnischen Mythologie, entstammen nicht mehr direkt der finnischen Dichtung, sondern sind nur noch von alten Sagen inspiriert. Die Texte zu Am Universum, die alle von Pasi Koskinen geschrieben wurden, beziehen sich nicht mehr auf die finnische Mythologie, da die Band weder in der öffentlichen Wahrnehmung, noch im eigenen Ausdruck auf die alten Textgrundlagen beschränkt werden wollte. Das CD-Cover von Far from the Sun zeigt mit dem dem Thorshammer ähnelnden Hammer des Ukko zwar einen Verweis auf die frühe Vergangenheit der Band, die Texte haben jedoch wie auf dem Vorgänger keinen Bezug zur finnischen Mythologie. Erst mit dem neuen Sänger und der neuen musikalischen Ausrichtung wandte sich Amorphis wieder dem Kalevala zu. Die Texte von Eclipse stammen aus Paavo Haavikkos Kullervon-Tarina (1982), einer Theateradaption des Kullervo-Zyklus im Kalevala, das Albumcover soll den Geisteszustand des Protagonisten widerspiegeln. Auch die Texte von Silent Waters, die von Pekka Kainulainen, einem Freund von Tomi Joutsen geschrieben wurden, sind vom Kalevala inspiriert.

## Rezeption

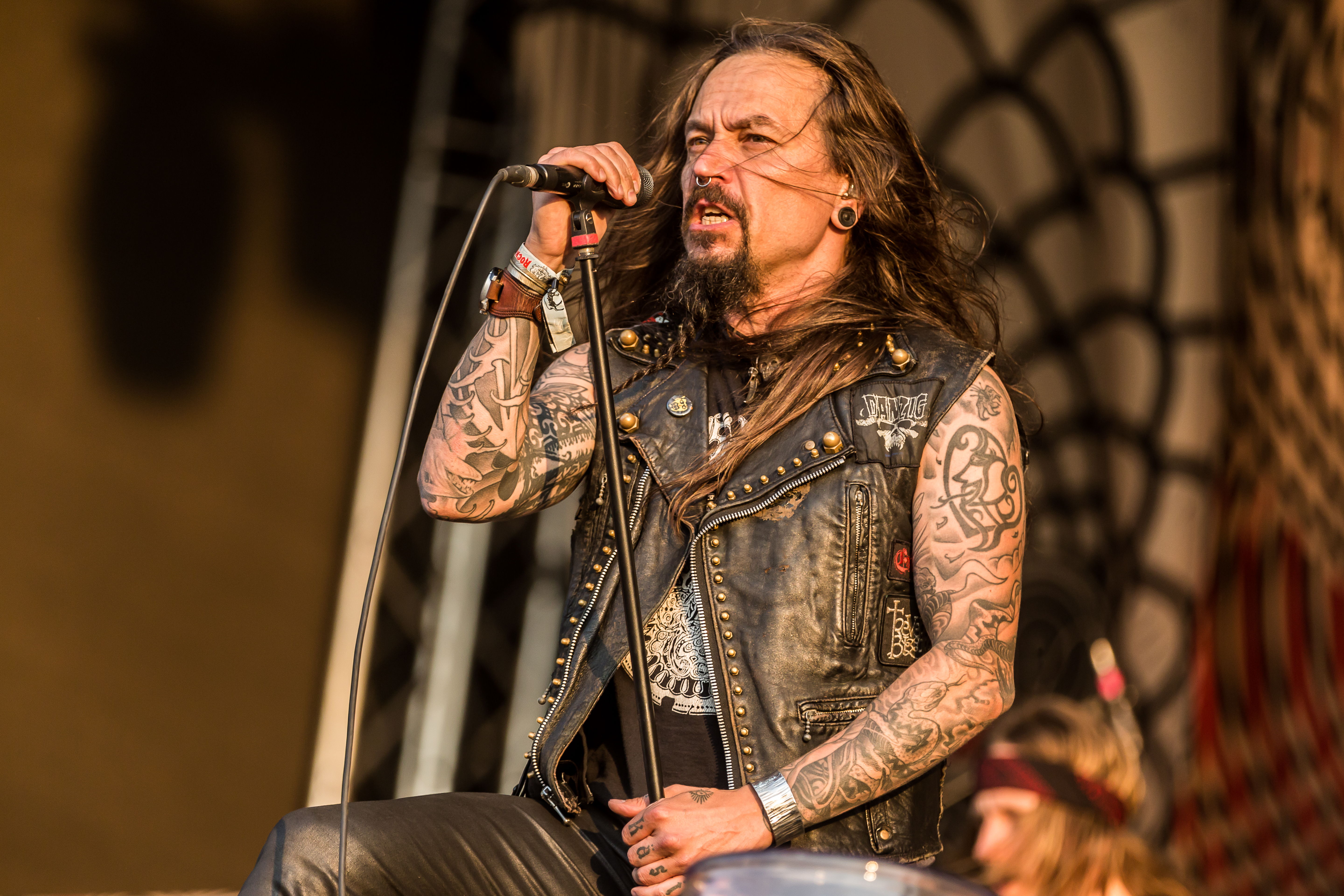
Sänger Tomi Joutsen beim Rockharz Open Air 2018

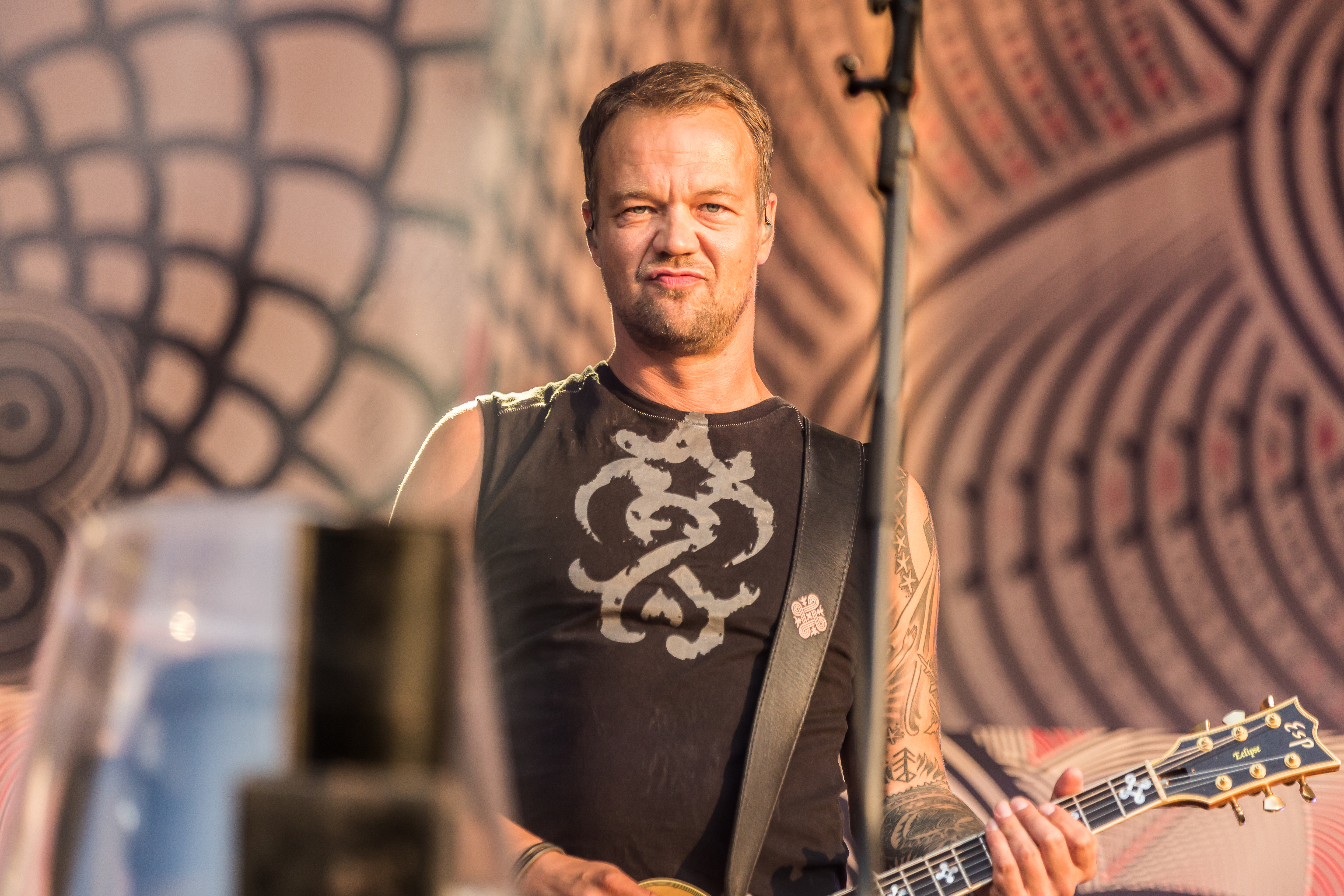
Rhythmus-Gitarrist Tomi Koivusaari beim Rockharz 2018

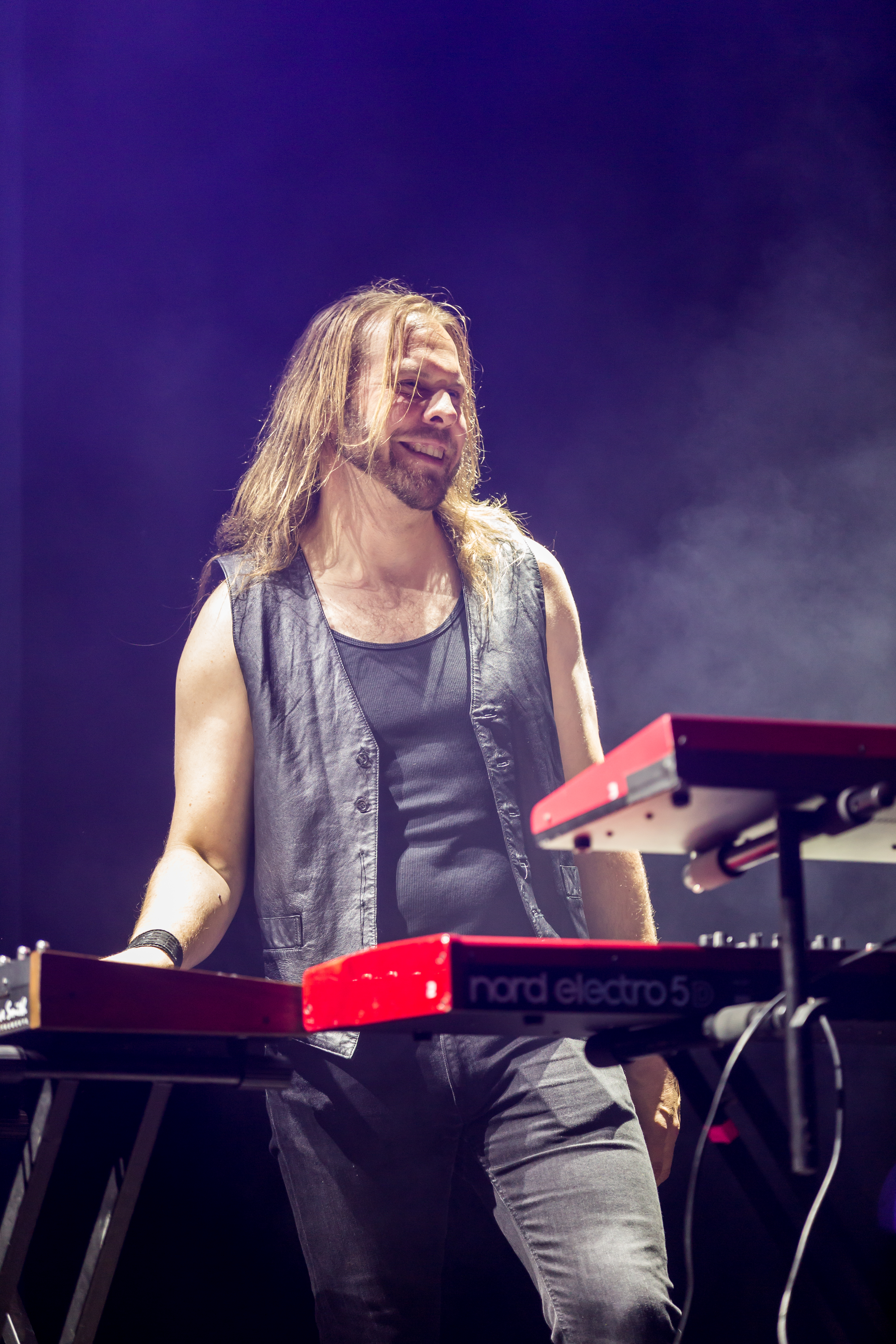
Santeri Kallio beim Metal Frenzy Festival 2017 in Gardelegen

Obwohl Amorphis sich zwischenzeitlich stark von den Metal-Wurzeln entfernte, wurde die Band weiterhin hauptsächlich in der Metal-Szene wahrgenommen. Alle Alben von Amorphis wurden in großen Metalmagazinen besprochen, auch die Vorbands von Amorphis waren ausnahmslos Metalbands. Auch in der Schwarzen Szene konnte Amorphis einige Bekanntheit erreichen, so spielte die Band 2007 als Hauptband der Metal-Bühne auf dem Wave-Gotik-Treffen und wird regelmäßig in Magazinen wie Sonic Seducer, Orkus und Zillo besprochen.
Da Amorphis im Laufe der Bandgeschichte eine Vielfalt musikalischer Stile abgedeckt hat, wird die Band sehr unterschiedlich bewertet. Manche Death-Metal-Fans gehen sogar soweit, von zwei verschiedenen Bands zu sprechen. Insbesondere Tuonela, Am Universum und Far from the Sun werden häufig von Death-Metal-Fans angegriffen. Demgegenüber gilt das ältere Tales from the Thousand Lakes als Meisterwerk des Death Metal. So schreibt eine Fanseite, die sich „the old Amorphis“ verschrieben hat:

„1993 veröffentlichten Amorphis mit Tales from the Thousand Lakes einen der großen Meilensteine des Death metal. Das Kultalbum gilt als eine der ersten melodischen DM-Scheiben, lange bevor verschiedene Gruppen dem Göteborg-Sound fröhnten [sic!].“

Die finnische Melodic-Death-Metal-Band Noumena wird von Metalnews.de mit Amorphis auf Tales from the Thousand Lakes verglichen. Nachdem Amorphis vom Nuomena-Gitarristen Ville Lamminaho als Negativbeispiel einer Death-Metal-Band, die ihren Stil radikal ändert, genannt wird, nennt er Tales from the Thousand Lakes „bestes finnisches Metalalbum aller Zeiten“ und bezeichnet es als „wahrscheinlich eine der besten Platten aller Zeiten, die ein ganzes Genre definierte.“ (Ville Lamminaho im Interview mit Metalnews.de) Später nennt er den Nachfolger Elegy als weiteres Lieblingsalbum. Tales from the Thousand Lakes wird auch heute noch als wichtigstes Amorphis-Album bezeichnet. Noch im Jahr 2001, nach mehreren Alben, die bis in die finnischen Top-10-Charts kamen, sagte Tomi Koivusaari in einem Interview: „Die Tales… hat sich besser verkauft als jedes andere Amorphis-Album.“ (Tomi Koivusaari in einem Interview zu Am Universum auf Vampster) Die Liste Best of Rock & Metal der Rock-Hard-Redaktion führt das Album auf Platz 248 und schwärmt „jedes Stück auf diesem Album ist eine Perle, ein tiefergehendes musikalisches Abenteuer“ (Wolf-Rüdiger Mühlmann für die Rock-Hard-Redaktion).
Auch das Debütalbum The Karelian Isthmus wird häufig als herausragend beschrieben. Der All Music Guide nennt The Karelian Isthmus „eines der besten europäischen Death-Metal-Debütalben aus den frühen 1990er Jahren“ (Vincent Jeffries im Review zu The Karelian Isthmus), Matthias Herr schreibt in seinem Heavy Metal Lexikon:

„Mit The Karelian Isthmus ist Amorphis eine perfekte Death-/Doom-Oper gelungen, bei der keine der beiden Hauptströmungen zu kurz kommt. Ein Schmuckstück und Meisterwerk zugleich. Empfehlenswert.“

Auch Markus Toivonen, das letzte verbliebene Gründungsmitglied der finnischen Viking-Metal-Band Ensiferum, sieht sich stark von Amorphis beeinflusst. Nachdem Ensiferum im Jahr 2006 auf der EP Dragonheads den Amorphis-Song Into Hiding vom Album Tales from the Thousand Lakes coverten, sagte er in einem Interview: „Amorphis [sind] der Hauptgrund dafür […], dass ich mit dem Musizieren angefangen und Ensiferum gegründet habe“ (Markus Toivonen im März 2006 bei Metal1.info) Weiter bezeichnet er Amorphis als „Roots des melodischen Death Metal und Melodic Metal“.
Insomnium ist eine weitere finnische Melodic-Death-Metal-Band, die häufig mit Amorphis aus den Anfangstagen verglichen wird. In einem Review zum Album Since the Day It All Came Down schreibt Erik Thomas: „Insomnium sind im Wesentlichen, was Amorphis heute sein sollte.“ (Erik Thomas im Review zu Since the Day It All Came Down auf DigitalMetal.com) Andere Rezensenten gehen weiter und bezeichnen Amorphis als „Pussies“ („GZ“ im Review zu Since the Day It All Came Down) und das Album Far from the Sun als „god-awful“ (David E. Gehlke im Review zu Since the Day It All Came Down).
Elegy war das erste Amorphis-Album, das in die finnischen Albumcharts einstieg. Auch Tuonela erreichte die finnischen Top-10, enttäuschte aber viele Fans durch den weitgehenden Verzicht auf gutturalen Gesang. Der Band wurde häufig ein musikalischer Ausverkauf vorgeworfen, nur selten wurde Amorphis zugestanden, „mit diesem Album den Weg [weiter zu gehen], den sie mit Tales from the Thousand Lakes und Elegy eingeschlagen haben“ (Andrea Veyhle im Review zu Tuonela auf Vampster.com) Metal.de prophezeit: „Amorphis dürften es geschafft haben, alle alten Fans mit Tuonela zu vergraulen. Wie schon diverse andere Kollegen, die glaubten mit softeren Songs mehr Kohle einzufahren.“ („Necrotos“ im Review zu Tuonela auf Metal.de) Mit Am Universum und Far from the Sun wurde deutlich, dass sich Amorphis vom Death Metal abgewendet haben, gleichzeitig konnten sie mit ihrem neuen Stil neue Fans gewinnen.
Eclipse stellt mit dem Sängerwechsel und einigen Veränderungen bei Musik und Texten einen weiteren deutlichen Einschnitt in der Bandgeschichte dar, wird aber überwiegend positiv bewertet. Der Nachfolger Silent Waters wurde vom Metal Hammer zum Album des Monats für September 2007 gekürt. Mit diesen beiden Alben schlägt Amorphis abermals einen anderen Weg ein, der aber wieder mehr an den Stil der drei ersten Alben erinnert.
Zwar sind auf beiden Alben immer noch ruhigere Stücke zu finden, aber Amorphis setzt vor allem wieder mehr „Growls“ ein und auf beiden Alben sind mit Songs wie „A Servant“ oder „Perkele (the God of Fire)“ auch wieder härtere, mehr vom Melodic Death Metal beeinflusste Stücke. Die neueren Alben Skyforger und The Beginning Of Times folgen ebenfalls weitgehend dieser stilistischen Linie.
Seit Tomi Joutsen 2005 als Sänger zu Amorphis stieß, produziert und arrangiert Marco Hietala für Amorphis die Vocals. Auf den Alben Eclipse, Silent Waters und Skyforger unterstützt er Amorphis überdies bei den Backing Vocals.

## Diskografie
Studioalben

| Jahr | Titel Musiklabel                                    | Höchstplatzierung, Gesamtwochen, AuszeichnungChartplatzierungen (Jahr, Titel, Musiklabel, Platzierungen, Wochen, Auszeichnungen, Anmerkungen) | Höchstplatzierung, Gesamtwochen, AuszeichnungChartplatzierungen (Jahr, Titel, Musiklabel, Platzierungen, Wochen, Auszeichnungen, Anmerkungen) | Höchstplatzierung, Gesamtwochen, AuszeichnungChartplatzierungen (Jahr, Titel, Musiklabel, Platzierungen, Wochen, Auszeichnungen, Anmerkungen) | Höchstplatzierung, Gesamtwochen, AuszeichnungChartplatzierungen (Jahr, Titel, Musiklabel, Platzierungen, Wochen, Auszeichnungen, Anmerkungen) | Anmerkungen                                               |
| Jahr | Titel Musiklabel                                    | DE | AT | CH | FI | Anmerkungen                                               |
| ---- | --------------------------------------------------- | --- | --- | --- | --- | --------------------------------------------------------- |
| 1992 | The Karelian Isthmus Relapse Records (RTD)          | — | — | — | — | Erstveröffentlichung: 1. November 1992                    |
| 1994 | Tales from the Thousand Lakes Relapse Records (RTD) | — | — | — | — | Erstveröffentlichung: 12. Juli 1994 Verkäufe: + 250.000   |
| 1996 | Elegy Relapse Records (RTD)                         | DE67 (8 Wo.)DE | — | — | FI8 (14 Wo.)FI | Erstveröffentlichung: 14. Mai 1996 Verkäufe: + 130.000    |
| 1999 | Tuonela Relapse Records (RTD)                       | DE46 (4 Wo.)DE | — | — | FI8 (7 Wo.)FI | Erstveröffentlichung: 29. März 1999 Verkäufe: + 12.765    |
| 2001 | Am Universum Relapse Records (RTD)                  | DE75 (1 Wo.)DE | — | — | FI4 (5 Wo.)FI | Erstveröffentlichung: 23. Februar 2001 Verkäufe: + 7.757  |
| 2003 | Far from the Sun Virgin Records (EMI)               | — | — | — | FI7 (4 Wo.)FI | Erstveröffentlichung: 23. Mai 2003                        |
| 2006 | Eclipse Nuclear Blast (WMG)                         | DE56 (1 Wo.)DE | AT69 (1 Wo.)AT | — | FI1 Gold · (8 Wo.)FI | Erstveröffentlichung: 15. Februar 2006 Verkäufe: + 16.947 |
| 2007 | Silent Waters Nuclear Blast (WMG)                   | DE44 (1 Wo.)DE | AT49 (1 Wo.)AT | CH52 (2 Wo.)CH | FI3 Gold · (13 Wo.)FI | Erstveröffentlichung: 22. August 2007 Verkäufe: + 19.998  |
| 2009 | Skyforger Nuclear Blast (WMG)                       | DE55 (2 Wo.)DE | AT74 (1 Wo.)AT | CH48 (1 Wo.)CH | FI1 Gold · (22 Wo.)FI | Erstveröffentlichung: 27. Mai 2009 Verkäufe: + 19.920     |
| 2011 | The Beginning of Times Nuclear Blast (WMG)          | DE16 (2 Wo.)DE | AT41 (1 Wo.)AT | CH32 (1 Wo.)CH | FI1 (17 Wo.)FI | Erstveröffentlichung: 25. Mai 2011 Verkäufe: + 1.830      |
| 2013 | Circle Nuclear Blast (WMG)                          | DE13 (3 Wo.)DE | AT24 (2 Wo.)AT | CH57 (2 Wo.)CH | FI1 (20 Wo.)FI | Erstveröffentlichung: 17. April 2013 Verkäufe: + 2.000    |
| 2015 | Under the Red Cloud Nuclear Blast (WMG)             | DE10 (3 Wo.)DE | AT20 (2 Wo.)AT | CH11 (2 Wo.)CH | FI2 (17 Wo.)FI | Erstveröffentlichung: 4. September 2015                   |
| 2018 | Queen of Time Nuclear Blast (WMG)                   | DE4 (5 Wo.)DE | AT11 (2 Wo.)AT | CH3 (4 Wo.)CH | FI1 (28 Wo.)FI | Erstveröffentlichung: 16. Mai 2018                        |
| 2022 | Halo Atomic Fire (WMG)                              | DE3 (5 Wo.)DE | AT7 (2 Wo.)AT | CH4 (4 Wo.)CH | FI1 (10 Wo.)FI | Erstveröffentlichung: 11. Februar 2022                    |

grau schraffiert: keine Chartdaten aus diesem Jahr verfügbar